# メキシコの洞窟遺跡一覧
メキシコの洞窟遺跡一覧（メキシコのどうくついせきいちらん）は、メキシコの洞窟遺跡の一覧。

## 古期
- ギラ・ナキツ洞穴（Guila Naquiz Cave） - オアハカ州、8000B.C.～6700B.C.頃
- ノガーレス洞窟（Nogales Cave） - タマウリーパス州、5000B.C.-3000B.C.頃
- コスカトラン洞窟（Coxcatlan Cave） - テワカン渓谷、プエブラ州、5000B.C.-3400B.C.頃
- ラ・ペラ洞窟（La Perra Cave） - タマウリーパス州、3000B.C.-2200B.C.頃

## 先古典期中期

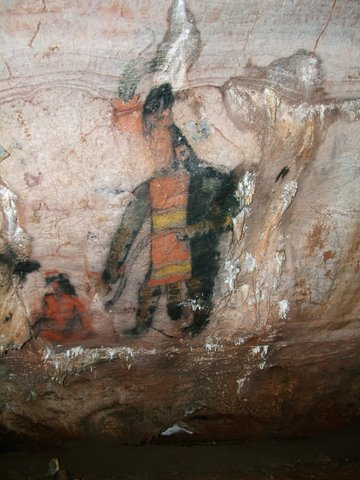
フストラワカ洞窟のオルメカ様式の壁画

- フストラワカ洞窟（Juxtlahuaca Cave） - ゲレーロ州、オルメカ様式の壁画洞窟
- オシュトティトラン洞穴（Oxtotitlan Cave） - ゲレーロ州、オルメカ様式の壁画が描かれた岩陰状の洞穴遺跡

## 先古典期後期
- ロルトゥン洞窟（Loltun Cave） - ユカタン州、マヤ文明の壁画洞窟

## 後古典期
- バランカンチェー洞窟（Balank'anche Cave） - ユカタン州、雨神やシペ＝トテック神を崇拝するためトルテカ様式の香炉が使用された。